# Adjud
Adjud es una ciudad con estatus de municipiu situada en el distrito de Vrancea, Moldavia, Rumania.
En su término municipal entran también los poblados de Adjudul Vechi, Burcioaia y Şişcani. La ciudad cuenta con un importante conjunto ferroviario.

## Geografía
La ciudad se encuentra a la confluencia de los ríos Siret y Trotuş.Se sitúa a una altitud de 400 m y está rodeado de las colinas sub-carpaticas.Las temperaturas medias anuales se sitúan entre 8 y 10 grados Celsius.

## Historia

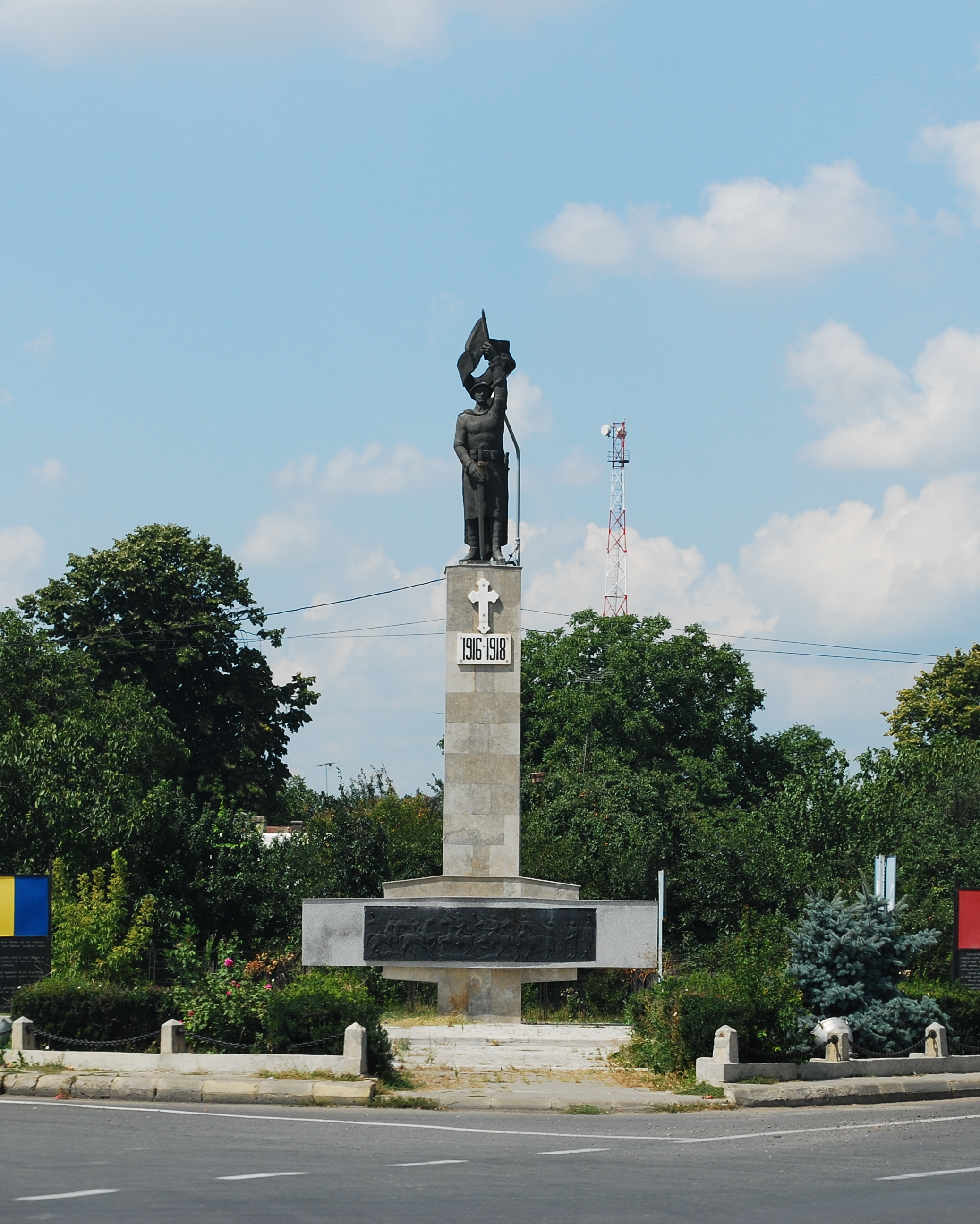
Estatua memorial por los muertos de la Primera Guerra Mundial en Adjud.

En la parte nórdica de la ciudad ha sido hallado un asentamiento de la edad de bronce que está fechado en el segundo milenio antes de Cristo y pertenece a la cultura Monteoru. También aquí se encontraron vestigios de un pueblo dacio.
La primera mención documental está fechada del 9 de abril de 1433 bajo el nombre de Egydhalm, lo que en húngaro significa la colina de Egyd. Desde el siglo XVI es un importante centro comercial para la comarca. En 1948 fue declarado ciudad.

## Demografía
Al censo de 2002 Adjud tenía 17 585 habitantes de cual 17.073 rumanos (97 %) y unos 500 gitanos.De punto de vista religioso 95 % de la población pertenece a la Iglesia ortodoxa rumana.
Evolución demográfica
- 1930-6748 hab.
- 1948-4028hab.
- 1956-6119hab.
- 1966-8347hab.
- 1977-12.587hab.
- 1992-20.346hab.
- 2002-17.585hab.
- 2009-18.432hab.(estimado)

## Economía
Adjud es un centro industrial, agrario, comercial y de los servicios para la comarca. Se encuentran fábricas de papel y cartón, ladrillos, molienda, muebles, construcciones y textiles.